# Subfusil Lettet-Forsøgs
El Lettet-Forsøgs fue una variante del subfusil Suomi KP/-31 finlandés, adaptado por el ejército danés. Estaba confeccionado en acero inoxidable, poseía una culata tubular y una peculiar empuñadura de madera en forma de bola, diseñada con la intención de mejorar la manejabilidad del arma. Esta singular característica fue considerada posteriormente poco práctica y bastante costosa para la producción en masa, por lo cual se siguió fabricando con la forma original del subfusil M/41.